# Ruspolia (djur)
Ruspolia är ett släkte av insekter. Ruspolia ingår i familjen vårtbitare.

## Dottertaxa tillRuspolia, i alfabetisk ordning[1]
- Ruspolia abruptus
- Ruspolia ampla
- Ruspolia baileyi
- Ruspolia basiguttata
- Ruspolia brachixipha
- Ruspolia breviceps
- Ruspolia consobrina
- Ruspolia differens
- Ruspolia diversa
- Ruspolia dubius
- Ruspolia egregius
- Ruspolia exigua
- Ruspolia ferreirai
- Ruspolia flavovirens
- Ruspolia fuscopunctata
- Ruspolia halmaherae
- Ruspolia incerta
- Ruspolia insularis
- Ruspolia intactus
- Ruspolia interruptus
- Ruspolia jaegeri
- Ruspolia jezoensis
- Ruspolia knipperi
- Ruspolia latiarma
- Ruspolia lemairei
- Ruspolia liangshanensis
- Ruspolia lineosa
- Ruspolia macroxiphus
- Ruspolia madagassa
- Ruspolia marshallae
- Ruspolia matogrossensis
- Ruspolia nitidula
- Ruspolia oastae
- Ruspolia paraplesia
- Ruspolia persimilis
- Ruspolia praeligata
- Ruspolia pulchella
- Ruspolia punctipennis
- Ruspolia pygmaea
- Ruspolia pyrgocorypha
- Ruspolia riparius
- Ruspolia ruthae
- Ruspolia sarae
- Ruspolia subampla
- Ruspolia vittatus
- Ruspolia yunnana